# Crossopriza nigrescens
Crossopriza nigrescens är en spindelart som beskrevs av Jacques Millot 1946. Crossopriza nigrescens ingår i släktet Crossopriza och familjen dallerspindlar.
Artens utbredningsområde är Madagaskar. Inga underarter finns listade i Catalogue of Life.